# Amélia Carvalheira
Maria Amélia Carvalheira da Silva, mais conhecida por Amélia Carvalheira ComM (Gondarém, Vila Nova de Cerveira, 5 de setembro de 1904 — Lapa, Lisboa, 31 de dezembro de 1998), foi uma escultora portuguesa.
Nasceu a 5 de setembro de 1904, no lugar de S. Sebastião, freguesia de Gondarém, em Vila Nova de Cerveira, e foi batizada nessa freguesia a 6 de outubro de 1904, como filha de José António da Silva, negociante, também natural de Gondarém, e de Perpétua Maria de Jesus Silva, doméstica, natural da freguesia e concelho da Moita. Os pais moravam em Lisboa, na Rua de S. João da Praça, na freguesia da Sé, e encontravam-se acidentalmente em Gondarém no momento do nascimento de Amélia.
Foi discípula de Salvador Barata Feyo. Em 1949, venceu o Prémio de Artes Plásticas Mestre Manuel Pereira, com a obra S. João de Deus, em barro policromado, que está exposta na capela do Palácio da Cruz Vermelha. Marcou presença em várias exposições, a título individual, em Portugal e no estrangeiro.
É autora da escultura O Anjo de Portugal, e ainda da escultura de Nossa Senhora e de todas as Estações da Via-Sacra existentes nos Valinhos, em Fátima, assim como demais esculturas de cariz religioso espalhadas de Norte a Sul de Portugal.
Em 1992, recebeu, das mãos do então Cardeal Patriarca de Lisboa, D. António Ribeiro, a condecoração da Santa Sé Pro Eclesia et Pontificia. Em 28 de maio de 1992, foi feita Comendadora da Ordem do Mérito pelo Presidente Mário Soares.
Morreu a 31 de dezembro de 1998, na freguesia da Lapa, em Lisboa.
A Câmara Municipal de Lisboa atribuiu o seu nome a um jardim na freguesia das Avenidas Novas, onde foi erigido em 2024 um memorial em sua homenagem, da autoria de Carlos Bajouca.